# Edmundo Valenzuela Mellid
Edmundo Ponziano Valenzuela Mellid SDB (né le 19 novembre 1944 à Villarrica del Espíritu Santo) est un prélat paraguayen, actuel archevêque d'Asunción.

## Biographie
Edmundo Valenzuela Mellid est le benjamin d'une famille de huit enfants. Il fait connaissance de l'œuvre de Don Bosco lorsqu'il est à l'école primaire et y découvre la vocation. Lorsque la famille s'installe à Asunción, en 1954, il fréquente le collège du Sacré-Cœur tenu par les Salésiens et devient aspirant en 1955. il entre en 1961 au noviciat salésien de Morón en Argentine et émet ses premiers vœux le 31 janvier 1962. Il étudie la philosophie en 1962-1963 à l'Institut salésien de Vignaud (à Córdoba en Argentine), puis à l'Institut philosophique de Ypacaraí en 1964. Il est ensuite transféré au collège Lasagna avec une formation pastorale (1965-1967).
Il est envoyé à Rome en octobre 1967. Il fait sa profession le 29 janvier 1968 et il est ordonné prêtre le 3 avril 1971 et obtient sa licence en théologie. De retour au Paraguay, il est chargé d'enseignement au collège Lasagna. En 1972, il enseigne à l'Institut de Ypacaraí pour les aspirants salésiens, puis en 1974 il devient directeur du post-noviciat salésien Felipe Rinaldi, poste qu'il occupe trois ans. Il s'occupe de la pastorale de la jeunesse en tant que délégué du diocèse pendant dix ans et fonde avec d'autres collègues le mouvement salésien de la jeunesse (Movimiento Juvenil Salesiano). Il est nommé en 1980 directeur du collège du Sacré-Cœur où il avait étudié et demeure à ce poste jusqu'en 1984. Il occupe diverses charges pastorales engageant l'éducation de la jeunesse, puis devient directeur du collège Lasagna.
Après la mort de ses parents en 1991, il demande à être envoyé en Afrique. Il est envoyé comme missionnaire en Angola, le 19 mars 1992. Il y dirige la mission de Lwena (1995-2001). En octobre 2001, ses supérieurs l'envoient à l'université salésienne de Rome afin de poursuivre des études en sciences de l'éducation. Il obtient sa licence en 2003 et son doctorat en 2005. Le sujet de sa thèse porte sur « les prédispostions de la paix à l'école. » De retour en Angola, il est pendant six mois directeur de la communauté du post-noviciat et recteur de l'Institut Dom Bosco.
Le pape Benoît XVI le nomme évêque in partibus d'Uzalis (de) le 13 février 2006 avec la charge de vicaire apostolique de Chaco Paraguayo. Ce territoire regroupe environ dix-huit mille habitants dont la plupart sont amérindiens. Seuls cinq prêtres s'occupent d'eux. Mgr Valenzuela Mellid est consacré le 22 avril 2006 par Mgr Eustaquio Pastor Cuquejo Verga, archevêque d'Asunción. les co-consécrateurs sont l'évêque de Concepción, Mgr Zacarías Ortiz Rolón SDB, et l'évêque de Lomas de Zamora, Mgr Agustín Roberto Radrizzani SDB.
Il est nommé archevêque-coadjuteur d'Asunción le 8 novembre 2011 par Benoît XVI. Il succède à Mgr Pastor Cuquejo Vergas, en novembre 2014, dans un archidiocèse en proie aux divisions et connaissant des chutes de vocations.